# Monestir de Simonópetra

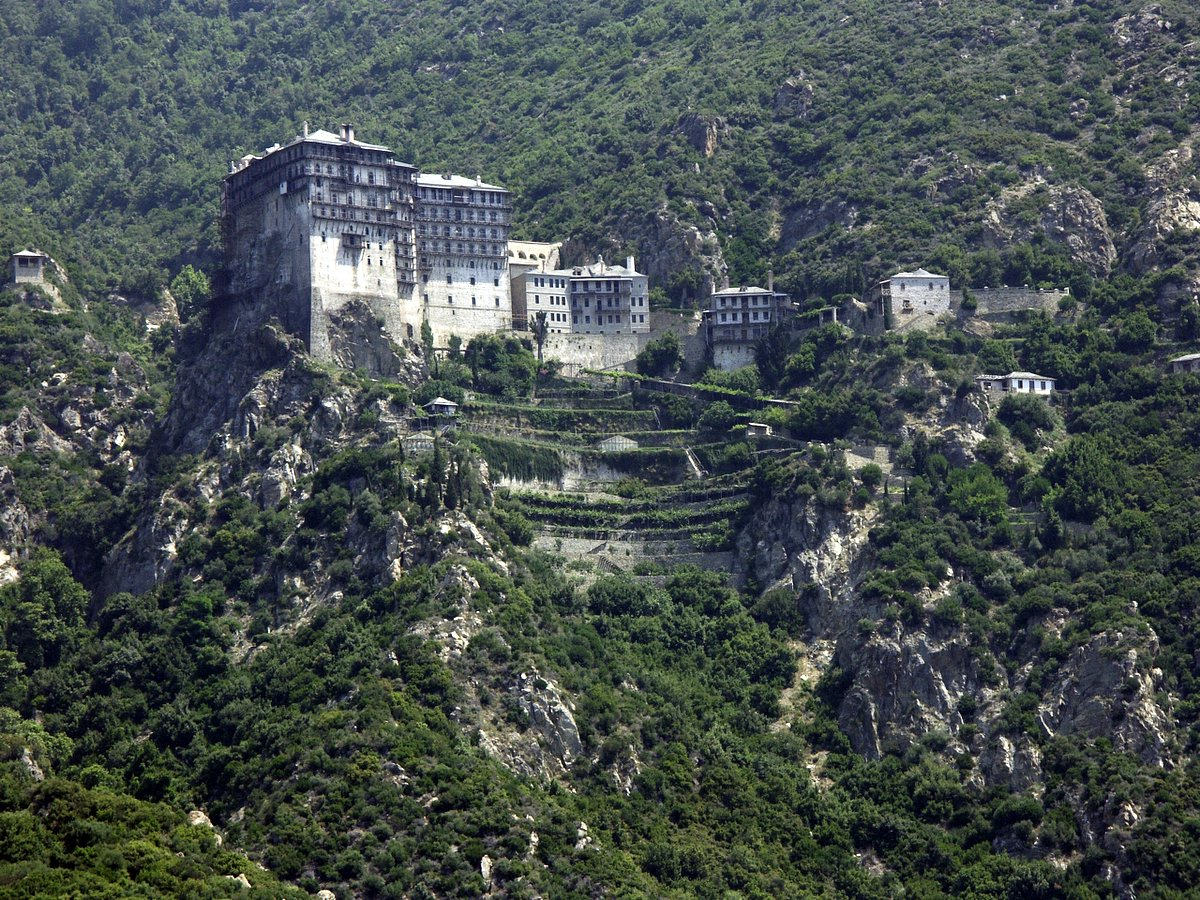
Simonópetra

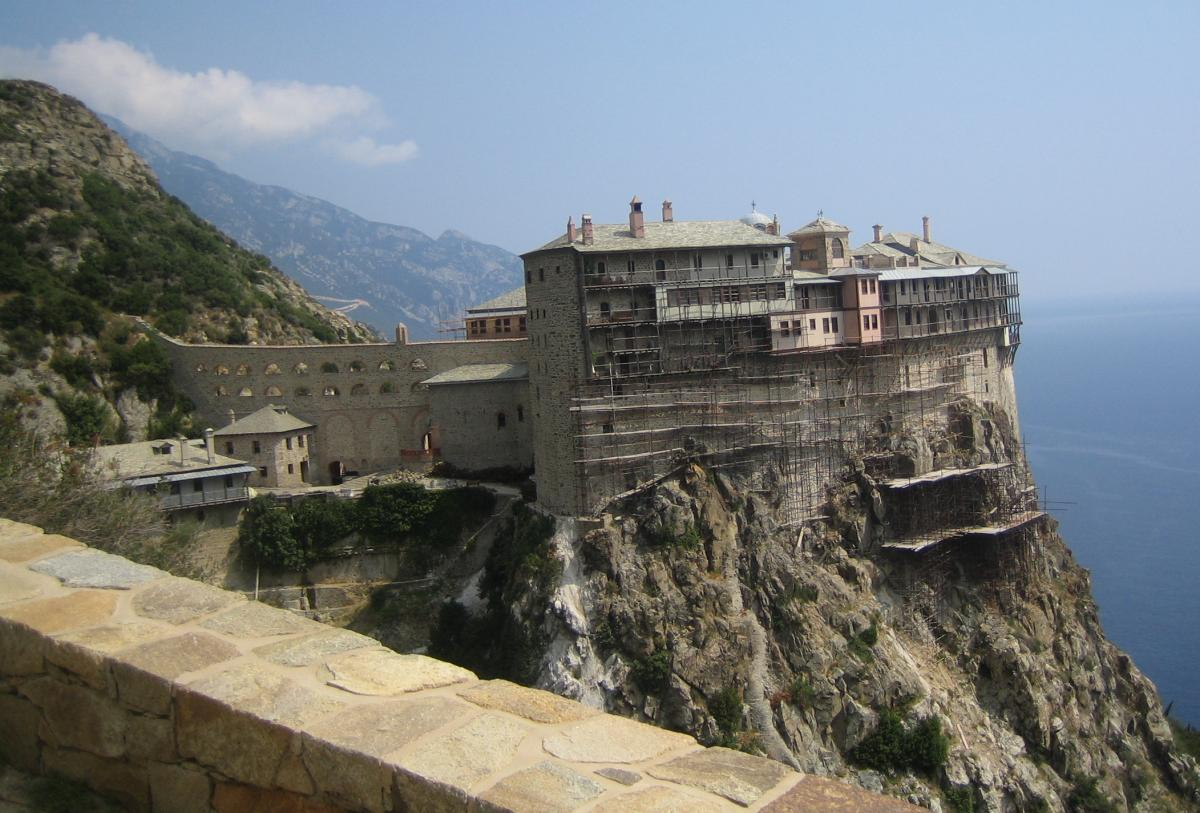
Simonópetra

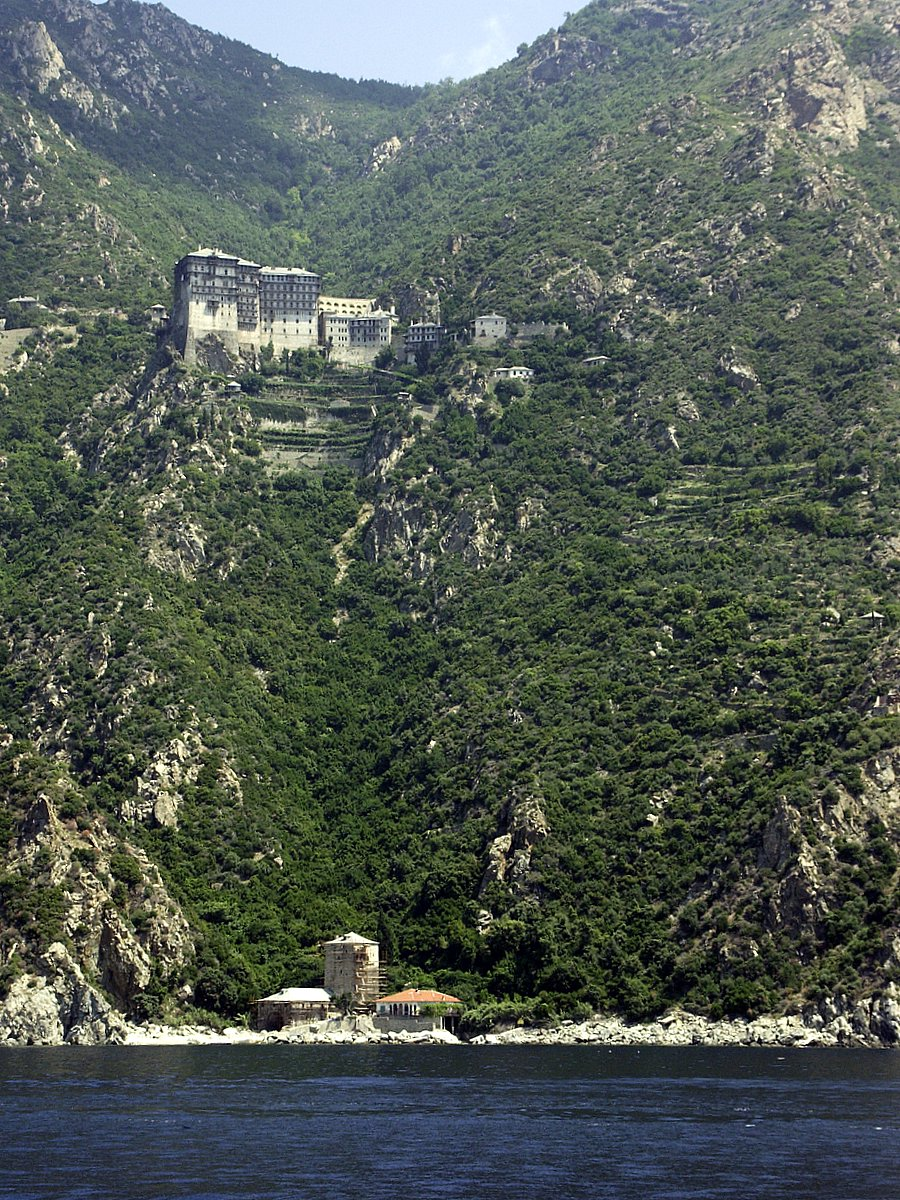
Simonópetra

El monestir de Simonópetra o Símonos Petra (Μονή Σιμωνόπετρα / Σίμωνος Πέτρας, literalment: 'Roca de Simó') és un monestir del Mont Atos, a Grècia. És el tretzè monestir de la jerarquia dels monestirs de la Muntanya Sagrada, i està situat a la costa sud de la península de l'Atos, entre el port de Dafni i el monestir d'Ósios Grigórios. Com que la costa sud de la península és escarpada, l'assentament on s'aixeca el monestir ho és especialment, i penja d'un penya-segat a 330 metres sobre el nivell del mar. Està dedicat a la Nativitat de Jesús, que se celebra el 25 de desembre segons el calendari gregorià (el 7 de gener segons el calendari julià). Hi viuen uns 50 monjos.

## Història
El monestir va ser fundat per sant Simó a mitjan segle xiv. Segons la tradició, Simó caminava al costat d'una cova quan va tenir una visió de la Theotokos en la qual li indicava que havia de construir un monestir a la part alta d'una roca i allí es trobaria fora de perill. Originàriament, el seu nom va ser Nova Betlem (Νέα Βηθλεέμ). El 1364, el dèspota serbi Jovan Uglješa en va finançar la renovació i expansió. El 1581, Simonópetra va ser destruït pel foc i hi van morir una gran part dels monjos. L'abat Eugeni va viatjar als principats del Danubi per obtenir fons per a la reconstrucció. El principal benefactor va ser Miquel el Valent, príncep de Valàquia. Posteriorment, el monestir va tornar a ser assolat pel foc els anys 1626 i 1891. En els últims segles, els monjos provenen tradicionalment de Jònia, a l'Àsia Menor. No obstant això, a mitjan segle xx, la seva població va descendir dramàticament. A partir de 1973, en agermanar-se amb els monestirs dels Meteors, al costat de la població grega de Kalambaka, va tornar a rebre una important comunitat.

## Arquitectura
El monestir consisteix en un seguit de construccions de diverses plantes. L'edifici principal està situat sobre el que va construir originàriament sant Simó. Els monjos tenen el costum de comptar els pisos des de dalt fins a baix. Cada expansió de l'edifici original de sant Simó ha estat seguida d'un incendi. Després de l'incendi del 1581, es van recaptar fons per aixecar l'ala oest. Després del foc del 1591, l'ala est es va aixecar amb fons provinents de Rússia.

## Cor
A partir de la dècada del 1990, el cor de Simonópetra ha obtingut un gran reconeixement pels seus enregistraments de música ortodoxa i romana d'Orient. El monestir ha publicat una destacada col·lecció de cants eclesiástics:
- Himnes dels Salms (1990)
- O Verge Pura (Agní Parthene) (1990)
- Divina Litúrgia (1999)
- Vespres (1999)
- Paràklisis (1999)
- Servei de Sant Simó (1999)
- Maitines de Diumenge (Orthros) (1999)
- Servei de Sant Silvà l'Atonita (2004)